# Miłetij Balczos
Miłetij Wołodymyrowycz Balczos (ukr. Мілетій Володимирович Бальчос, ur. 15 maja 1949 we wsi Zaleśce, w obwodzie tarnopolskim, Ukraińska SRR) – ukraiński trener i działacz piłkarski, nauczyciel wychowania fizycznego, od 2010 roku prezydent Profesjonalnej Piłkarskiej Ligi Ukrainy.

## Kariera
W 1995 otrzymał kwalifikację trenera piłki nożnej wyższej kategorii.
W latach 1968–1991 służył w wojsku, brał udział w operacjach bojowych w Afganistanie. W latach 1982–1991, służąc w Berdyczowie, trenował również klub Zirka Berdyczów.
W latach 1992–1994 trenował amatorskie drużyny oraz kluby Drugiej Lihi. Od 1995 do 1996 pracował w Centrum Naukowo-Metodycznym klubu Dynamo Kijów.
Od 1996 pracował w strukturach Profesjonalnej Piłkarskiej Ligi Ukrainy (PFL). Do 2000 kierował grupą określającej koncepcje rozwoju piłki nożnej. Od 2001 do 2002 pracował na stanowisku sekretarza odpowiedzialnego PFL. Potem krótko zajmował stanowisko zastępcy przewodniczącego Komitetu reprezentacji Federacji Piłki Nożnej Ukrainy (FFU). W latach 2002–2008 pełnił funkcję zastępcy przewodniczącego Komitetu Profesjonalnej Piłki Nożnej FFU, a następnie od 2009 sekretarza odpowiedzialnego pełniącego obowiązki dyrektora wykonawczego PFL.
Członek Biura PFL (1998–2004). W latach 2000–2008 był członkiem, sekretarzem odpowiedzialnym, zastępcą przewodniczącego Kontrolno-Dyscyplinarnego Komitetu FFU.
W latach 1996–1997 oraz 2003–2004 kierował grupą roboczą pracującej nad kompleksowym programem rozwoju piłki nożnej na Ukrainie, zatwierdzonym Gabinetem Ministrów Ukrainy.
Podczas pracy w FFU był obrany do Komitetu Wykonawczego FFU oraz pełnił obowiązki przewodniczącego Komitetu Jurydycznego FFU, był członkiem Naukowo-Metodycznej Rady i Komisji Atestacyjnej FFU.
4 marca 2010 został obrany na Prezydenta Profesjonalnej Piłkarskiej Ligi Ukrainy.

## Sukcesy i odznaczenia

### Odznaczenia
- nagrodzony tytułem Zasłużonego Pracownika Kultury Fizycznej i Sportu Ukrainy: 2006
- nagrodzony 9 orderami państwowymi, w tym 3 bojowymi.